# Tratado de Reciprocidad de 1875

El Tratado de Reciprocidad  de 1875 entre los Estados Unidos de América y el Reino de Hawái (hawaiano: Kuʻikahi Pānaʻi Like) fue un acuerdo de libre comercio firmado y ratificado en 1875.
El tratado daba libre acceso al mercado de los Estados Unidos al azúcar y otros productos cultivados en el Reino de Hawái a partir de septiembre de 1876. A cambio, los Estados Unidos ganaron tierras en el área conocida como Puʻu Loa para lo que se conoció como la base naval de Pearl Harbor. El tratado condujo a una gran inversión de los americanos en las plantaciones de azúcar en Hawái.

## Antecedentes
Durante decenios, los cultivadores de azúcar de Hawái se habían visto obstaculizados económicamente por los impuestos de importación de los Estados Unidos aplicados a su producto y, por consiguiente, habían intentado negociar un acuerdo de libre comercio. Dos intentos anteriores de llegar a un acuerdo con los Estados Unidos fracasaron, por muchas razones. Los plantadores querían un tratado, pero los hawaianos temían que terminara con la anexión por parte de los Estados Unidos. Las refinerías de azúcar de San Francisco presionaron para que se incluyera una cláusula que protegiera sus intereses. El esfuerzo más reciente antes del reinado de Kalakaua murió en el Senado de los Estados Unidos.
En el año siguiente a la elección de Kalakaua, el tratado se haría realidad, aunque no fue apoyado por todos los hawaianos. Existía preocupación por las ambiciones estadounidenses de anexionar las islas, y muchos en la comunidad empresarial estaban dispuestos a ceder el uso exclusivo de Pearl Harbor a los Estados Unidos a cambio del tratado. Parte de la plataforma electoral de Kalakaua, como «Hawai para los hawaianos», había sido oponerse a la cesión de cualquier tierra soberana. El legislador de Hawái, Joseph Nāwahī, predijo que el tratado sería «un tratado de arrebato de la nación».

## Negociaciones
A instancias de los empresarios de Hawái y de los periódicos del reino, Kalakaua aceptó viajar a los Estados Unidos a la cabeza de una Comisión de Reciprocidad formada por el plantador de azúcar Henry A. P. Carter de C. Brewer & Co, el presidente del Tribunal Supremo de Hawái, Elisha Hunt Allen, y el ministro de Relaciones Exteriores, William Lowthian Green. Tras varios meses de negociaciones, el tratado se firmó el 30 de enero de 1875, fue ratificado por el Reino de Hawái el 17 de abril y por los Estados Unidos el 31 de mayo, sin ceder ninguna tierra hawaiana. Por parte de los Estados Unidos, los firmantes fueron el Secretario de Estado Hamilton Fish y el presidente Ulysses S. Grant. Permitió que ciertos bienes hawaianos, principalmente azúcar y arroz, fueran admitidos en los Estados Unidos libres de impuestos, por un período de siete años. A cambio, Hawái aceptó no cobrar impuestos de importación a las mercancías producidas en Estados Unidos que entraran en Hawái. El primer envío de azúcar de Hawái a los Estados Unidos bajo el tratado llegó a San Francisco (California) en septiembre de 1876 en un barco comandado por el capitán William H. Marston.

## Extensión
En los Estados Unidos, las quejas sobre el tratado habían provenido de los propietarios de plantaciones de azúcar del sur, quienes alegaban que el tratado favorecía a los plantadores hawaianos, y a los refinadores de azúcar que creían que los refinadores de San Francisco, en particular el de Claus Spreckels, recibían una ventaja injusta. En Hawái, el gobierno se preocupó de que la posterior Ley de Aranceles de los Estados Unidos del 3 de marzo de 1883, que reducía los aranceles del azúcar impuestos a los productos importados de todas las naciones, los había dejado en desventaja. El artículo IV del tratado de reciprocidad impedía a Hawái hacer tratados de reciprocidad con otras naciones. El presidente Chester A. Arthur estaba a favor de modificar el tratado existente. Al expirar los siete años del tratado, siguió en vigor año tras año. En 1884, Henry A. P. Carter y el Secretario de Estado de los Estados Unidos, Frederick Theodore Frelinghuysen, enviaron una propuesta al Senado de los Estados Unidos. Después de varios meses de negociaciones, se llegó a un acuerdo el 6 de diciembre de 1884, pero pasarían otros dos años y once meses antes de la ratificación por ambas partes. El artículo II de la prórroga otorgaba el uso exclusivo de Pearl Harbor a los Estados Unidos. Las ratificaciones del tratado se intercambiaron el 9 de diciembre de 1887, prorrogando el acuerdo por siete años más.

## Impacto
El resultado más inmediato del tratado fue el auge de las nuevas plantaciones de azúcar. El refinador de azúcar de San Francisco, Claus Spreckels, se convirtió en un importante inversor en la industria azucarera de Hawái, comprando inicialmente la mitad de la producción del primer año y siendo finalmente el principal accionista de las plantaciones. Claus y su hijo John D. Spreckels se convirtieron en copropietarios de la plantación Waihee en la isla de Maui. En cinco años, se estimó que era dueño de un tercio de la producción de azúcar en Hawái. En 1882, año en que exportó 24 millones de toneladas de azúcar crudo de las islas, afirmó tener el monopolio de la producción azucarera hawaiana. Spreckels se convirtió en uno de los asociados cercanos de Kalakaua, y por extensión, vinculado con el ministro del gabinete del rey Walter Murray Gibson.
Durante el reinado de Kalakaua, el tratado tuvo un gran efecto en los ingresos del reino. En 1874, Hawái exportó 1.839.620,27 dólares en productos. El valor de los productos exportados en 1890, el último año completo de su reinado, fue de 13.282.729,48 dólares, con un aumento del 722%. La exportación de azúcar durante ese período de tiempo pasó de 24.566.611 libras a 330.822.879 libras.Kuykendall, 1967, pp. 83–84